# Ivinghoe
Ivinghoe è un paese di 965 abitanti della contea del Buckinghamshire, in Inghilterra, verso il confine con l'Hertfordshire e il Bedfordshire. Le cittadine più vicine sono Tring, circa 5,6 km a sud, e Leighton Buzzard, a quasi 10 km a nord.
Come parrocchia civile, Ivinghoe comprende le borgate di Horton, Ivinghoe Aston, St. Margaret's, Seabrook, Witchcraft Bottom e Ringsall.

## Storia e luoghi d'interesse

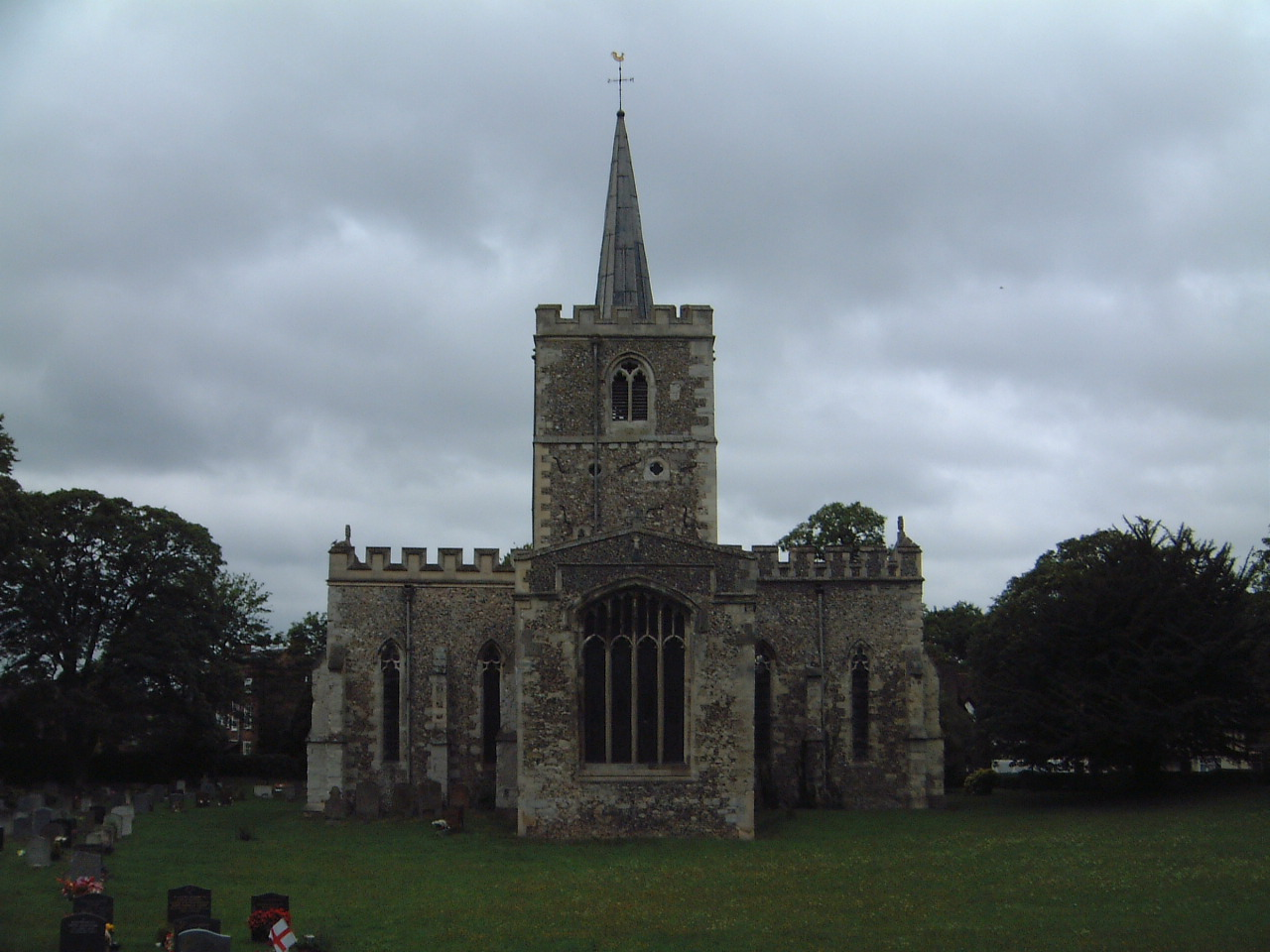
Veduta orientale della Chiesa di Santa Maria Vergine di Ivinghoe

Ivinghoe era anticamente una grande cittadina commerciale, ma le sue dimensioni si sono considerevolmente ridotte (contava 1 849 abitanti nel 1841, quantità che al 2011 risulta dimezzata, con 965 residenti).
Ad Ivinghoe si trova una grande chiesa in stile gotico e con pianta a croce, con campanile, guglia e cinque campane, risalente al 1220; la struttura venne bruciata il 9 maggio 1234 in spregio verso l'allora vescovo di Winchester, Peter des Roches, e poi ricostruita. Vi era anche un piccolo convento di suore benedettine, a St. Margaret's, presente almeno dal 1160; la sua fondazione viene talvolta attribuita (apparentemente erroneamente) ad Enrico di Blois, vescovo di Winchester in quel periodo, o a William Giffard, suo predecessore, nel 1129.
Assieme ai vicini villaggi di Tring e Wing, Ivinghoe è citata in una vecchia filastrocca inglese, che recita:
Secondo tale storiella, le tre cittadine sarebbero state cedute ad Edoardo il Principe Nero dopo che questi venne colpito, a seguito di un litigio, da un membro della famiglia Hampton; tuttavia, in realtà, gli Hampton non furono mai in possesso di tali luoghi.
A questa filastrocca s'ispirò sir Walter Scott per il nome del protagonista del suo romanzo Ivanhoe, da cui poi è derivato il nome proprio italiano Ivanhoe.

## Etimologia del nome
Ivinghoe era anticamente chiamata Evinghehou, un toponimo di origine anglosassone: è composto da Ifa (un nome proprio di persona maschile inglese antico), inga ("della gente") e hōh ("cresta rocciosa", "crinale", "sperone roccioso"), quindi si interpreta come "crinale della gente di Ifa".